# Caviahue-Copahue
La double localité de Caviahue-Copahue  en Argentine, est située dans les Andes de Patagonie, dans la province de Neuquén.

## Situation - Description
La double localité, qui ne constitue qu'un seul municipe, se trouve à 170 km de la ville de Zapala, et à une altitude de 1 600 et 2 000 mètres. Les deux localités sont
situées, au pied du volcan Copahue, dans le nord-ouest du département de Loncopué.
Caviahue-Copahue est en fait composé de deux localités distinctes :
- Caviahue est située sur les bords du lac Agrio encore appelé lac Caviahue, dont l'émissaire, le Río Agrio est un important affluent du Río Neuquén, et arrose les villes de Loncopué et de Las Lajas.
- Copahue à plus ou moins 2.000 mètres d'altitude et à peu de distance de la frontière chilienne, est blottie dans un ancien cratère, au pied du volcan Copahue (2.997 mètres), ce qui la fait bénéficier d'importantes sources d'eau chaude.

## Copahue
Copahue est un des centres thermaux les plus importants du pays, d'une capacité quotidienne de 2 000 traitements. La localité, fort bien équipée en hôtels et très moderne est située dans le cratère d'un ancien volcan à 2 000 mètres d'altitude au sein d'un paysage lunaire.
Le site voit défiler de nombreux malades chaque année. Les eaux de source locales sont utilisées comme boisson dans le traitement des maladies du système digestif et du diabète. Son centre de balnéothérapie est mondialement connu pour le traitement des affections ostéo-articulaires et des maladies de la peau. Les argentins sont fiers de souligner qu'il s'agit du troisième plus important centre mondial de ce type.
Il n'y a pas que des malades qui bénéficient des ressources du centre thermal de Copahue. Bien des gens viennent dans le but de se refaire une santé, se reposer et se déstresser. cependant on ne parle jamais de touristes, mais de patients, car les soins se font toujours sous surveillance médicale.
Les chutes de neige sont fort abondantes dans la région, et l'altitude aidant, la localité se trouvant recouverte par plusieurs mètres de neige en hiver, n'est accessible et fréquentable que durant cinq à six mois par an. Pour prolonger cette saison, les autorités ont fait construire à grands frais un système de réchauffement des rues, qui utilisant les ressources d'eaux chaudes volcaniques, est destiné à faire fondre les neiges, grâce à un réseau de canalisations disposées sous les revêtements. Le problème est qu'aux dernières nouvelles de 2006, le système ne fonctionnerait pas. Un autre problème non encore résolu est le blocage de la route d'accès par les neiges, rendant souvent impossibles les communications de la localité avec le reste du pays.
Il n'y a pas de population permanente à Copahue. En été, les travailleurs sont tous des résidents de Loncopué ou d'autres localités du Neuquén. En hiver, seuls restent quelques gendarmes, pour surveiller les lieux et la frontière toute proche.

## Caviahue

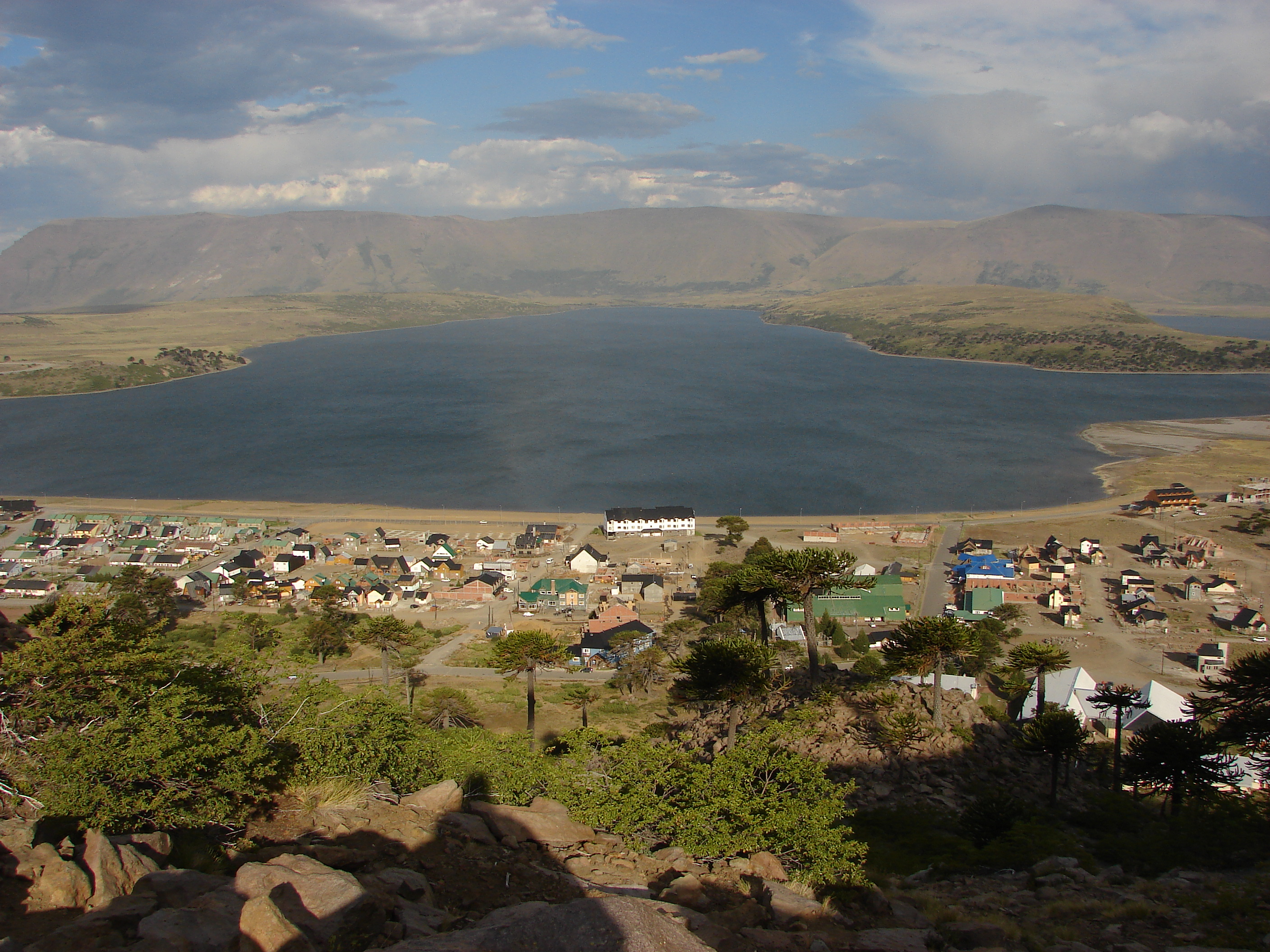
La ville et le lac Caviahue

Caviahue est tout le contraire de Copahue. Elle est située à 18 kilomètres d'elle par la route. La petite ville a à peine vingt ans et est en croissance continue. Elle est née comme parc de neige au pied du volcan et s'est rapidement convertie en centre de ski et station climatique. Çà et là, de nouvelles maisons naissent parmi les grands araucarias. Mais on ne construit pas n'importe quoi, et la construction est réglée par un code strict d'édification qui veut préserver son caractère de ville "alpine". On peut y admirer de superbes chalets, et l'ensemble a très belle allure. En 2006, un nouveau centre commercial était en construction, ainsi qu'un nouvel hôtel cinq étoiles. Les touristes sont toujours plus nombreux, et la prospérité règne, mais la ville reste une petite localité pittoresque lovée sur les rives d'un beau lac bleu.
Un aérodrome existe un peu plus loin, à l'est de Caviahue.
Face à la forte demande hivernale de balnéothérapie et à l'impossibilité de Copahue d'y répondre, un petit complexe thermal a été créé à Caviahue permettant de prendre des bains thermaux et autres soins durant la période de ski. Lors de l'hiver 2005-2006, la demande fut tellement importante que l'on pense déjà à une extension des installations.

## Tourisme
- Le Parc provincial Copahue recouvre la partie argentine des flancs du volcan Copahue
- Centre de Balnéothérapie de Copahue.
- Le lac Agrio.
- Le volcan Copahue avec son lac de cratère.
- Les chutes du Río Agrio au Salto del Agrio.